# Jorge Juan Guillelmi y Andrada
Jorge Juan Guillelmi y Andrada de Vanderwilde (Sevilla, 6 de enero de 1734 - Zaragoza, 12 de marzo de 1809) fue un militar español, Capitán general de Aragón durante el reinado de Carlos IV de España.
Ingresó en 1745 en el regimiento de Infantería de Bruselas, de donde pasó a Ceuta en 1753 y a Flandes en 1755. En 1755 ascendió a subteniente y estudió matemáticas en la Academia Militar de Barcelona, de forma que ascendió a teniente en 1765 y a capitán en 1777. Durante su estancia en Barcelona también fue elegido miembro de la Real Academia de Buenas Letras de Barcelona en 1772. Se distinguió posteriormente por su participación en las construcciones para el sitio de Gibraltar desde 1779.
En 1784 ascendió a teniente coronel y fue destinado en la Academia de Segovia, a la vez que en 1786 ingresaba en la orden de Santiago. Después de un viaje de estudios en Austria e Italia de 1787 a 1879 para ampliar su formación, en 1789 fue ascendido a coronel y en 1793 a mariscal de campo. Durante la guerra del Rosellón contra los revolucionarios franceses (1793-1795) comandó la artillería en Guipúzcoa y Navarra y fue herido por una bala que le atravesó el pecho, salvándose milagrosamente.
El 4 de septiembre de 1795 fue nombrado teniente general y, tras un breve permiso mientras se recuperaba de sus heridas en la campaña, el 5 de julio de 1797 fue nombrado capitán general de Aragón y presidente de su Audiencia. Sería personalmente leal al rey Carlos IV de España y a su primer ministro, Manuel Godoy, lo que lo enfrentó al partido del príncipe Fernando.
Debido a su actitud titubeante ante las tropas francesas después del levantamiento del 2 de mayo de 1808, afrontó el 24 de mayo una revuelta popular liderada por cabecillas como Carlos González que reclamaba que se armara a la población. La negativa de Guillelmi llegó a ponerle en riesgo personal, salvándose por la intervención de la familia Torres. Tras repartirse finalmente las armas, fue encarcelado en la Aljafería. El 25 de mayo fue destituido por la Junta de Aragón, que había tomado el poder de facto y sustituido por Carlos Huoni, quien no llegaría a hacerse cargo. José de Palafox, aristócrata local y líder de los partidarios del príncipe Fernando tomó el poder efectivo.
Después de la ocupación francesa de Zaragoza fue liberado y murió el 21 de febrero de 1809.